# Trolejbusová doprava v Jihlavě

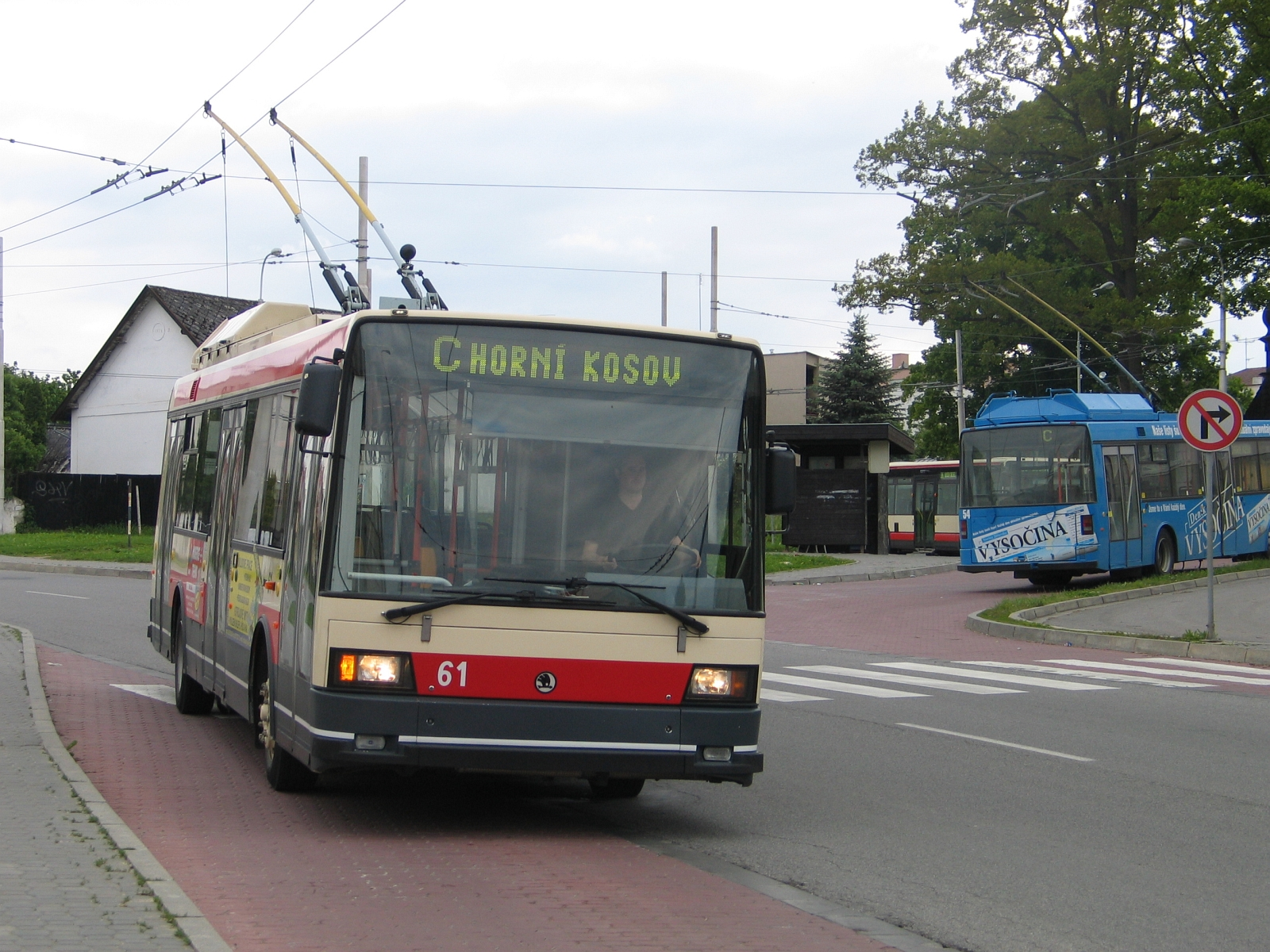
Škoda 21Tr na konečné Horní Kosov

Dopravní podnik města Jihlavy provozuje v krajském městě Jihlavě síť městské hromadné dopravy, jejíž součástí je i trolejbusová doprava. V provozu je osm linek označených písmeny A–H. Licenční čísla linek jsou 765101–765110, vyjma č. 765103 (dříve linka BI) a 765106 (dříve noční linka N), která nejsou obsazená.

## Historie

### Vznik a zahájení provozu
Stejně jako v jiných městech tehdejšího Československa, také v Jihlavě byl na konci 40. let 20. století zrušen tramvajový provoz a nahrazen provozem trolejbusovým. Vzhledem k tomu, že demontáž tramvajového trolejového vedení nějakou dobu trvala, nemohl být trolejbusový provoz zahájen ihned po ukončení toho tramvajového. První trolejbus v Jihlavě tak vyjel 19. prosince roku 1948, v mezidobí byl provoz zajišťován pomocí autobusů, vč. jednoho zapůjčeného z DP Brno. Provozovatelem trolejbusové sítě však překvapivě nebylo město, ale podnik Západomoravské elektrárny.

### 50. a 60. léta
První trať byla v podstatě souběžná s tramvajovou, vedla od hlavního nádraží Havlíčkovou ulicí na náměstí Svobody a dále na Masarykovo náměstí. 27. února 1951 byla zprovozněna další linka, a to po městském okruhu – od Tesly' kolem staré nemocnice, ulicemi Tolstého a 17. listopadu na Štefánikovo náměstí, a dále Žižkovou ulicí do ulice Benešovy a na náměstí. Současně byla také zprovozněna i jednostopá trať vedoucí Jiráskovou ulicí do čtvrti Staré Hory, obě tratě byly postaveny už dříve. Právě v této době se zavedlo označení trolejbusových linek písmeny (dnes se v Česku jedná o naprostou výjimku). 28. září 1953 byla zprovozněna další trať, která vedla z Masarykova náměstí do Lidické kolonie. Ke stejnému dni byla trať do již zmíněných Starých Hor přestavěna na dvoustopou.
První významná změna 60. let nastala 22. září roku 1960; trať vedoucí středem Masarykova náměstí byla přeložena na komunikaci kolem radnice a zrušena smyčka. Roku 1963 byl vybudován úsek na jihu města z Lidické kolonie k dnešní budově dopravního podniku; současná vozovna byla zprovozněna o dva roky později. Ve stejném roce, 1965, se síť rozrostla i o úsek na smyčku Handlovy Dvory vedený po Brněnské ulici. Po tomto období výstavby nových úseků, stejně jako i v celé zemi, nastal prudký obrat spojený s útlumem trolejbusové dopravy. Ten se v Jihlavě neprojevil rušením tratí, ale pouze dočasnou stagnací, neboť Jihlava i nadále s trolejbusy počítala.

### 70. až 90. léta

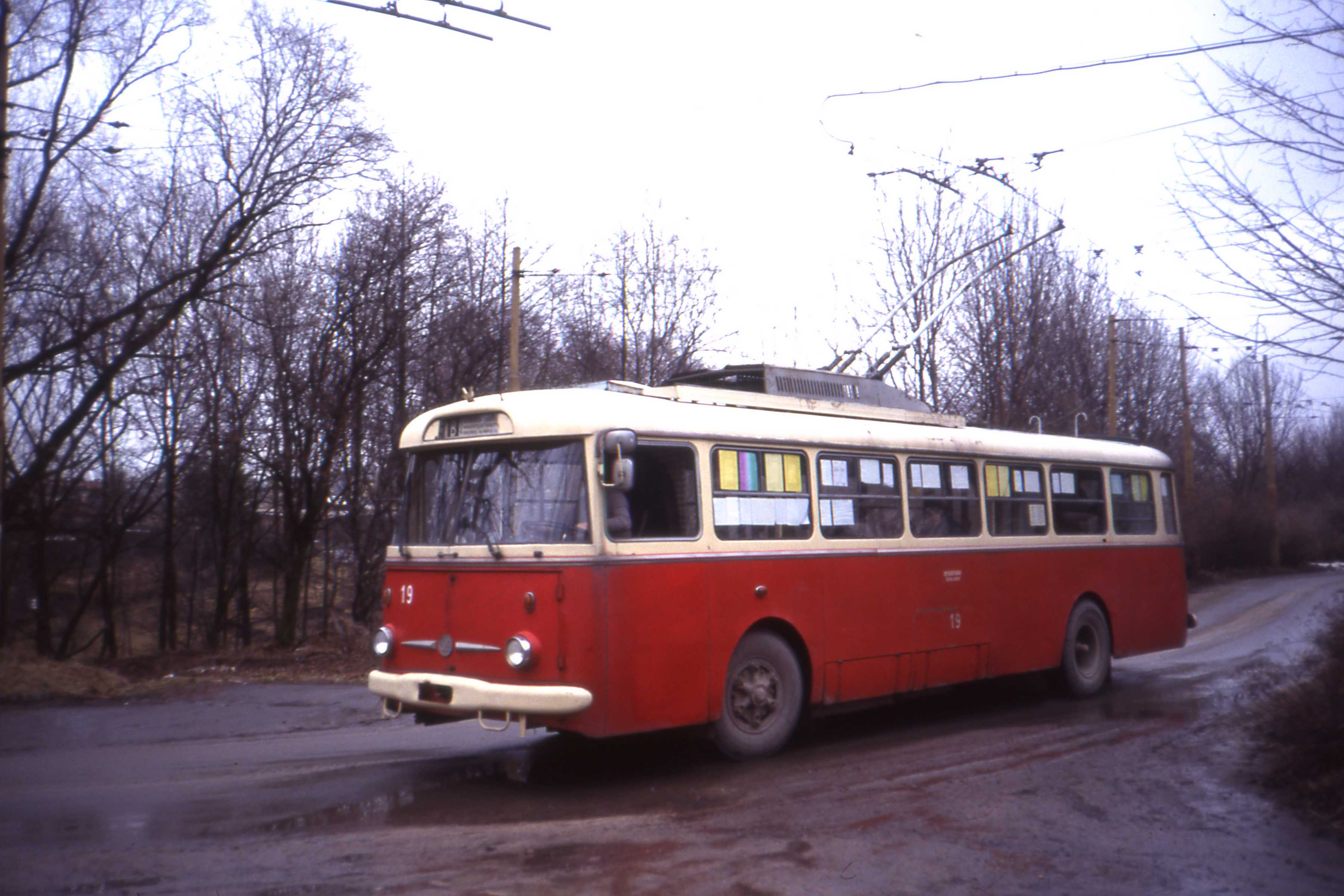
Rok 1992: jihlavský trolejbus Škoda 9Tr ev. č. 19

Již zmíněné zastavení jakéhokoliv rozšiřování sítě bylo prolomeno v roce 1973. 20. prosince tohoto roku byla úspěšně předána veřejnosti trať vedoucí po východní části okruhu města. Vedla od smyčky v Handlových Dvorech kolem hotelu Jihlava k jatkám, kde se napojila na trať vedoucí k nádraží. V roce 1975 byly některé úseky sítě uzavřeny z důvodu rekonstrukce.
Ke konci 80. let byla zprovozněna dlouhá trať, o jejímž účelu se dodnes vedou spory. Vedla od Tesly severozápadním směrem a byla otevřena po dvou etapách; první v roce 1986 na provizorní smyčku a druhá o dva roky později na dnešní konečnou u Motorpalu. Trať sloužila k návozu zaměstnanců podniku Motorpal a mělo na ní navazovat několik nových tratí do jiných částí Jihlavy, čímž by zmíněná trať dostala většího využití. Nejblíže k realizace měla trať na Bedřichov na konečnou linky č. 3 k podniku Domácí potřeby. Touto stavbou by byl dodnes nejvytíženější úsek obsluhovaný autobusy převeden na trolejbusy. Realizace se nedokončila z důvodu politických a ekonomických změn po roce 1989.
V souvislosti s otevřením pěší zóny v Benešově ulici v centru města zde byla v první polovině 90. let trolejbusová trať zrušena. Tento krok bývá často hodnocen jako chybný, protože se tím, podle jeho kritiků, zhoršila obslužnost celé západní části města a ulice Křížová nemá objízdnou trasu, čímž v případě jakékoliv mimořádnosti MHD kolabuje. V roce 2000 byl otevřen úsek vedoucí ulicí S. K. Neumanna ze Starých Hor do Horního Kosova. Zároveň byla odpojena již nepotřebná smyčka ve Starých Horách.

### Ve 21. století
Nejnovější trolejbusovou tratí je úsek v prodloužení ulice Vrchlického od nemocnice do Horního Kosova. Práce na její stavbě, která byla slibována od roku 2009, se rozběhly v září 2017. K jejímu zprovoznění došlo 1. prosince 2017, kdy byla také obnovena smyčka Staré Hory, nově nazvaná Na Dolech. V dubnu 2018 byla, v souvislosti s uzavřením Brněnského mostu během jeho rekonstrukce, obnovena smyčka Handlovy Dvory a smyčka na Masarykově náměstí, která je trvale užívaná také linkou E.
Od 19. září 2020 začaly jezdit vybrané spoje linky C až do zastávky Kaufland, kde je konečná. Z důvodu chybějícího odbočení trolejového vedení na kruhovém objezdu u Kauflandu jsou využívány trakční akumulátory vozů Škoda 32Tr. K připojení sběračů na síť dochází v zastávce Kaufland, kde jsou do doby úpravy křižovatky instalovány naváděcí stříšky. Připojení je možné i na původním místě v zastávce Okružní, kde byly ponechány stříšky pro případné nasazení akumulátorových vozů i do jiných směrů (od 6. prosince 2021 byly ze směru od Kauflandu dočasně demontovány). Od 1. ledna 2021 byly vybrané spoje linky B prodlouženy ze smyčky Na Dolech do smyčky Motorpal, hala za využití vozů Škoda 32Tr. Natrolejovací stříšky jsou umístěny v zastávce S. K. Neumanna.
Od 1. prosince 2021 došlo k přesměrování linky E z ulice Fritzovy na ulici Havlíčkovu díky vložení nových výhybek (otevřeno 16. září 2021) na ulicích Havlíčkově a Pražské. Ulice Fritzova a třída Legionářů tak zůstanou bez obsluhy trolejbusovou linkou, k jejich odpojení od sítě ale nedojde.
V listopadu 2021 byla zahájena stavba 5,7 km dlouhé trati z ulice Pražské ulicemi Sokolovskou a Pávovskou přes Bedřichov a Zadní Bedřichov do průmyslové zóny v Pávově (první podrobnější projekt pro tuto trať pocházel z roku 1985, studie zabývající se zavedením trolejbusů do této lokality, prodloužená navíc o úsek do tehdy ještě samostatné obce Pávov, byla z roku 1954), dokončena byla na konci roku 2022. Dne 22. ledna 2023 byly na ní pro veřejnost uspořádány bezplatné prezentační jízdy, ke slavnostnímu otevření došlo 31. ledna. Pravidelný provoz na trati byl zahájen 1. února 2023, zavedeny na ni byly nové linky G a H.
Od 1. dubna 2022 byla o víkendech a svátcích prodloužena linka E z Masarykova náměstí do zastávky Dopravní podnik a ve stejných dnech byly linky D a F zkráceny jen na úsek Dopravní podnik – Poliklinika. Od 4. září 2023 byla část linek D/F od Polikliniky na Hlavní nádraží nahrazena školní linkou Š3, zatímco druhá část byla zkrácena do trasy Dopravní podnik – Poliklinika, změněna na obousměrnou a přeznačena na F.
V květnu 2024 byla zprovozněna rekonstruovaná část trolejového vedení na ulici Brtnické a nově vzniklo vedení i ze zastávky Znojemská ve směru do centra pro plánované natrolejení vozů s alternativním pohonem. Do roku 2005 zde existovala původní smyčka Lidická kolonie, která ale byla pojížděna v opačném směru.

## Budoucnost
Vyjma výstavby dopravního terminálu u železniční stanice Jihlava město s trolejovým napojením na ulici Havlíčkovu, třídu Legionářů a po nově vybudované silnici i na ulice Jiráskovu a dále Hamerníkovu k nemocnici je v plánu obnovení trolejového vedení v části ulice Žižkovy, které bylo jako dočasná stavba v provozu na konci 80. let a které bylo začátkem 90. let sneseno, ale sloupy zůstaly. Na tuto stavbu by měla navázat výstavba na zbytku ulice Žižkovy ke křižovatce s ulicí Rantířovskou, se smyčkou kolem čerpací stanice. Na ulici Rantířovské, ke křižovatce s ulicí Lipovou, již byly vztyčeny sloupy pro trolejové vedení v polovině roku 2021. U ulice Lipové nebylo rozhodnuto, záleží jakým směrem půjde rozšíření města v této lokalitě. Navíc v roce 2022 město zveřejnilo záměry na rekonstrukci a rozšíření křižovatky ulice Znojemská a Hradební, zatrolejování zbytku ulice Hradební s úpravou křižovatky Žižkova – Hradební – Dvořákova – Benešova. Tím by bývalá autobusová linka 3 byla téměř celá pod trolejí (vyjma úseku na ul. Lipové). Pro zlepšení obsluhy sídliště U Hřbitova je v plánu prodloužení trolejbusů po celé délce ulice Seifertovy až k budově vodáren. Zbylou část by trolejbus přejel na trakční baterii. Při rekonstrukci silnice i veřejného osvětlení na ulici Seifertově byly v předstihu postaveny na konci roku 2022 trakční stožáry, které budou zatím sloužit jen jako lampy veřejného osvětlení. 
Pokud by byly zrealizovány výše uvedené záměry, tak by v trolejové síti zůstaly bez plánované obnovy pouze úseky na ul. Benešově, na slepém rameni silnice na Štefánikově náměstí, které končí v zastávce Žižkova, smyčka na náměstí Svobody a stará vozovna. Zbylé úseky v síti byly buď pouze přeloženy na nově vedenou komunikaci, nebo obnoveny (např. smyčky na Masarykově náměstí, Handlovy Dvory).
V souvislosti s nákupem vozidel vybavených transparenty schopnými zobrazovat různé zabarvení označení linky, bude obnoveno (po doladění softwarového vybavení) barevné rozlišení linek, jako tomu bylo v 90. letech 20. století. Zatím se barevné rozlišení používá na jízdních řádech a schéma linkového vedení.

## Linky
| Linka | Trasa |
| ----- | --- |
| A     | Dopravní podnik – Masarykovo náměstí, horní – Gorkého – Hlavní nádraží |
| B     | Hlavní nádraží – Březinova – Masarykovo náměstí, horní – Vysoká škola polytechnická – 17. listopadu – Zátopkova – S. K. Neumanna – Na Dolech (– Motorpal, hala)                                                             |
| C     | (Kaufland – Gorkého –) Březinova, konečná – Masarykovo náměstí, horní – Vysoká škola polytechnická – U autobusového nádraží – S. K. Neumanna – Horní Kosov                                                                  |
| D     | Hlavní nádraží – Březinova – Masarykovo náměstí, horní – Vysoká škola polytechnická – Ke Skalce – Žižkova – Poliklinika |
| E     | V Ráji – Masarykovo náměstí, horní – Kaufland – Romana Havelky – Motorpal, hala |
| F     | Dopravní podnik – Masarykovo náměstí, horní – Vysoká škola polytechnická – 17. listopadu – Zátopkova – Purmerendská |
| G     | Horní Kosov – Rantířovská – Žižkova – Ke Skalce – Fibichova – Masarykovo náměstí, horní – Kaufland – Na Růžku – Zadní Bedřichov (– Bosch Pávov (– Nový Pávov – Jipocar (– Antonínův Důl (– Štoky, náměstí))))               |
| H     | (Bosch Pávov –) Zadní Bedřichov – Na Růžku – Kaufland – Vysoká škola polytechnická – 17. listopadu – Poliklinika – Žižkova – Ke Skalce – Vysoká škola polytechnická – Kaufland – Na Růžku – Zadní Bedřichov (– Bosch Pávov) |

## Vozový park
Pro zahájení provozu bylo do Jihlavy dodáno celkem šest kooperačních trolejbusů Vetra-ČKD. V první polovině 50. let je následovalo 9 vozů Škoda 7Tr. Vzhledově téměř stejné trolejbusy Škoda 8Tr jezdily v Jihlavě od druhé poloviny 50. let (6 kusů + 2 ojeté). Od roku 1963 pak byly dodávány legendární vozy Škoda 9Tr, kterých zde jezdilo celkem 46 (z toho tři ojeté z Českých Budějovic). Vozy tohoto typu tu dojezdily 30. května 1997; Jihlava se tak stala posledním městem v bývalém Československu, kde byly tyto trolejbusy v pravidelném osobním provozu.
Současné vozy Škoda 14Tr byly do Jihlavy dodávány v letech 1983 až 1997 (od roku 1996 v modernizované verzi 14TrM). V roce 1998 je nahradily moderní nízkopodlažní vozy Škoda 21Tr dodávané do roku 2004. V letech 2005 až 2007 byly dodány vozy Škoda 24Tr, později byl vozový park obnovován nízkopodlažními trolejbusy Škoda 26Tr. Poslední trolejbus 14Tr vyjel v Jihlavě na pravidelnou linku dne 14. září 2011, čímž se místní provoz stal 100% nízkopodlažním a zároveň prvním v Česku, který vyřadil všechny vozy typu 14Tr. V letech 2009–2015 byly postupně vyřazeny i vozy typu 21Tr, osm z nich odkoupil Dopravní podnik města Brna. Obnova vozového parku pokračovala, podle smlouvy z roku 2019, 10 trolejbusy Škoda 32Tr (z toho bylo sedm parciálních). V dubnu 2021 dopravní podnik podepsal s konsorciem Tram for Envi dodávku šesti ukrajinských parciálních trolejbusů Bogdan T70120 s českou elektrickou výzbrojí. Kvůli situaci na trhu, vlivu covidu-19 na dodavatelské řetězce a prodloužení výběrového řízení podepsal v prosinci 2021 Dopravní podnik města Jihlavy (DPMJ) se sdružením Tram for Envi dodatek smlouvy, podle které mají objednané trolejbusy disponovat karoserií od výrobce SOR Libchavy. Během roku 2021 vypsal DPMJ výběrové řízení na jeden běžný trolejbus; tuto soutěž vyhrála Škoda Electric s vozem Škoda 26Tr. V roce 2022 byl odstaven a následující rok sešrotován první trolejbus 26Tr (č. 69). Koncem října 2024 byly všechny vozy 24Tr darovány do Ivano-Frankivsku na Ukrajině.
V jihlavské trolejbusové síti jsou v současnosti v provozu tyto typy vozů:
| Obrázek    | Typ        | Modifikace a podtypy | Počet vozů (k 26. 1. 2024) |
| ---------- | ---------- | -------------------- | -------------------------- |
| Škoda 26Tr | Škoda 26Tr | Škoda 26Tr           | 23                         |
| Škoda 32Tr | Škoda 32Tr | Škoda 32Tr           | 10                         |
|            | SOR TNS 12 | SOR TNS 12           | 6                          |

## Tarif a odbavování

### Druhy jízdenek
Od 1. května 2022 platí nový tarif jízdného v Jihlavě.

#### Papírová nepřestupní jízdenka
Papírová nepřestupní jízdenka na max. 4 zastávkové úseky   (plnocenná - 14 Kč, zlevněná - 7 Kč) .

#### Přestupní jízdenky
Přestupní (časové) jízdenky  dělí do třech  skupin - 30minutová (plnocenná - 22 Kč, zlevněná - 11 Kč) 60minutová (plnocenná - 26 Kč, zlevněná - 13 Kč) a 24hodinová (plnocenná - 66 Kč, zlevněná - 33 Kč).

#### Elektronická jízdenka
Elektronická jízdenka - tzv. Jihlavská karta je určena především pro obyvatele Jihlavy. Nabízí jim levnější způsob cestování pomocí předplacené elektronické karty (max. 4 úseky - 10 Kč, zlevněná - 5 Kč; max. 8 úseků - 16 Kč, zlevněná - 8 Kč; 9 a více - 19 Kč, zlevněná - 9 Kč). Karta jde navíc dobít na dobíjecích automatech po celé Jihlavě.

### Odbavování
V Jihlavě mohou cestující do každého prostředku nastupovat během dne všemi dveřmi a kontrolu jízdenek neprovádí řidič, ale revizoři. Od cca 21:00 do 4:00 je nástup povolen jen prvními dveřmi. Spoje, kterých se to týká, jsou označeny v jízdním řádu písmenem „N“. Cestující s neoznačenou jízdenkou si ji uvnitř trolejbusu označí v označovacích strojcích, které jsou u všech dveří. Výjimku tvoří cestující, kteří mají v plánu zakoupit si jízdenku u řidiče (ti musí nastoupit předními dveřmi), anebo ti, kteří mají předem zakoupenou tzv. Jihlavskou kartu a to buď předplacenou, nebo dobíjecí.
Od 1. července 2009 byl spuštěn nový odbavovací systém od firmy Mikroelektronika na bázi bezkontaktních čipových karet.